# Smerinthus salius
Smerinthus salius är en fjärilsart som beskrevs av Hoffmann 1893. Smerinthus salius ingår i släktet Smerinthus och familjen svärmare. Inga underarter finns listade i Catalogue of Life.